# 中標津町温水プール
中標津町温水プール（なかしべつちょうおんすいプール）は、北海道標津郡中標津町にある、中標津町営の温水プール施設。

## 所在地
- 〒086-1164
- 北海道標津郡中標津町丸山1丁目9番地

## 沿革
- 1992年10月10日 - 中標津町温水プールがオープンする。

## 設備
- 25mプール (25m×17m)水深1.3m-1.4m 短水路8コース（日本水泳連盟公認）セラミックタイル
- 小プール (15m×10m)水深0.8m-0.9m 6コース セラミックタイル
- 幼児プール（60平方メートル）水深0.4m-0.45m FRP
- 観覧席 ベンチ席80人

## 休館日
- 毎月第1・3月曜日（休日の場合はその翌日）
- 施設設備清掃整備点検期間及び年末年始休館（12月11日から1月6日）